# Небеска удица
Небеска удица је српски филм из 2000. године у режији Љубише Самарџића. Главне улоге тумаче Небојша Глоговац, Ана Софреновић и Никола Којо.
Филм је био југословенски кандидат за Оскара, за најбољи филм ван енглеског говорног подручја за 2000. годину.

## Радња
Радња се одвија током седам мајских дана 1999. године, за време бомбардовања Београда. Прича о неколицини младих људи из једног стамбеног блока који у новој, драматичној ситуацији, покушавају не само да преживе него и да разреше неке дилеме које су обележиле њихову егзистенцију.
Филм прича о неким људима у Србији који треба да се суоче са последицама рата. Већина њих још не треба да иде у војску, али морају да живе између рушевина и бомби које скоро свакодневно падају. Иако је мото преживљавање тих дана, они теже да живе што је могуће нормалније и пркосе ружној страни рата. Једног дана, Каји, бившем кошаркашком репрезентативцу СР Југославије падне на ум да поправи кошаркашку халу у којој су пре бомбардовања играли. Мада је идеја прихваћена као сулуда у таква времена, никоме од младића из краја није стало да цело лето проведу по склоништима. И сва омладина, па и старији свет, родитељи и други посматрачи ствари које се одигравају на улицама, као и супарничка улична банда бивају привучени идејом о поправци хале и терена за кошарку.
У филму се као специјални гости појављују: Александар Ђорђевић, Жељко Ребрача, Дејан Бодирога и Жељко Обрадовић.

## Улоге
| Глумац              | Улога   |
| ------------------- | ------- |
| Небојша Глоговац    | Каја    |
| Ана Софреновић      | Тијана  |
| Никола Којо         | Зуба    |
| Иван Јевтовић       | Турчин  |
| Драган Бјелогрлић   | Тоза    |
| Милена Дравић       | Данка   |
| Катарина Жутић      | Жози    |
| Никола Ђуричко      | Сиске   |
| Соња Колачарић      | Сека    |
| Огњен Мирковић      | Јован   |
| Гордан Кичић        | Миша    |
| Небојша Илић        | Деки    |
| Ирфан Менсур        | Жука    |
| Борис Миливојевић   | Болид   |
| Никола Пејаковић    | Локатор |
| Миодраг Радовановић | Комшија |

Списак глумаца

## Награде
- Филм је 2000. године добио награду за најбољи сценарио на Фестивалу филмског сценарија у Врњачкој Бањи.
- На Филмским сусретима у Нишу 2000. године, Ана Софреновић је за најбољу женску улогу добила Награду Царица Теодора.[6]
- Гран при Наиса за улогу Каје, Небојши Глоговцу  на 35. Филмским сусретима у Нишу, 2000. године.[7]

## Успеси
Утицајни француски спортски магазин Баскет у свом броју за децембар 2019, објавио је листу 10 филмова о кошарци с којима се треба упознати, међу којима је и филм Небеска удица који се нашао на петом месту. О Небеској удици наводи се да је кошарка у филму приказана као вид терапије током НАТО агресије на нашу земљу, као и да се у филму појављују и вољени кошаркашки српски суперстарови.